# (20042) 1993 CK1
1993 سي كي 1 (ويعرف أيضًا باسم (20042) 1993 سي كي 1 وفق تسمية الكوكب الصغير) (بالإنجليزية: 1993 CK1)‏ هو كويكب ضمن حزام الكويكبات؛ وترتيبه 20042 من حيث الاكتشاف.
اكتُشف هذا الجُرم الفلكي بواسطة أوسامو موراماتسو في 15 فبراير 1993.

## وصلات خارجية
- (20042) 1993 CK1 في قاعدة بيانات مختبر الدفع النفاث لأجرام النظام الشمسي الصغيرة

- الاكتشاف · مخطط المدار ·  العناصر المدارية · المعلمات المادية

- (20042) 1993 CK1 على موقع ويكي سكاي: DSS2, SDSS, GALEX, IRAS, Hydrogen α, X-Ray, Astrophoto, Sky Map, Articles and images